# لیو کای-چی
لیو کای-چی (انگلیسی: Liu Kai-chi؛ زادهٔ ۷ آوریل ۱۹۵۴ – درگذشته ۲۸ مارس ۲۰۲۱) یک هنرپیشه اهل هنگ کنگ بود.
لیو ۱۰ روز قبل از تولد ۶۷ سالگی‌اش، در شب ۲۸ مارس ۲۰۲۱ در بیمارستان پرنس ولز به دلیل سرطان معده درگذشت.
از فیلم‌ها یا برنامه‌های تلویزیونی که وی در آن نقش داشته است می‌توان به صلیب و هنگامی که چراغ خاموش می‌شود اشاره کرد.